# Safa Nasr El Din
Safa Nasr El Din (ou Nassereldin ; née en 1969) est une ingénieure - docteure et une femme politique palestinienne. Elle a été ministre des Télécommunications entre mai 2012 et juin 2014 de l'Autorité palestinienne.

## Biographie

### Études
Elle fait ses premières classes au collège allemand de jeunes filles Schmidt's à Jérusalem. 
Bachelière mention très bien en avril 1994, elle étudie d'abord à l'université al-Qods où elle obtient une maîtrise de sciences et informatique puis à l'École nationale supérieure d'électrotechnique, d'électronique, d'informatique, d'hydraulique et des télécommunications de Toulouse d'où elle sort avec un DEA de traitement du signal et de l'image, et enfin à l'université Bordeaux I où elle obtient son doctorat en ingénierie électronique.
Elle parle l'arabe, l'anglais, le français, l'hébreu et l'allemand.

### Carrière professionnelle et engagement associatif
Elle appartient à l'Association des palestiniens de France de 1998 à 2003.
Elle participe au Programme de bourses pour les Palestiniens, soutenu par le Consulat Général de France à Jérusalem, de septembre 1995 à août 1999. Elle est membre de la Force opérationnelle nationale pour l'accession à l'OMC à partir d'avril 2011, du Comité national pour le développement et l'automatisation du registre de la population depuis 2011, de la Communauté palestinienne d'Open source (POSC) depuis novembre 2009, membre professionnelle de l'IEEE de 2004.
Elle est également la chef de l'Équipe nationale de sécurité de l'information du gouvernement palestinien.
Elle est doyenne du collège de femmes Hind al-Husseini à l'université al-Qods de septembre 2010 à mai 2012.

### Carrière politique
Elle est ministre des Télécommunications au sein du gouvernement de l'Autorité palestinienne de mai 2012 à juin 2014.  
Elle a été auparavant conseillère technique au sein de ce ministère entre octobre 2009 et 2012. 